# Popilius refugicornis
Popilius refugicornis là một loài bọ cánh cứng trong họ Passalidae. Loài này được Buhrnheim miêu tả khoa học năm 1962.